# حادثه ارتش چهارم جدید
حادثه ارتش چهارم جدید (انگلیسی: New Fourth Army incident)، حادثه جنوب آن‌هوئی در ژانویه ۱۹۴۱ در طی جنگ دوم چین و ژاپن در چین رخ داد. در طی آن جنگ داخلی چین و اتحاد حزب کمونیست چین و ناسیونالیست‌ها یا کومینتانگ در برابر ژاپنی‌ها از نظر تئوری به حالت تعلیق درآمد. حادثه ارتش چهارم جدید به عنوان پایان همکاری واقعی بین ناسیونالیست‌ها و کمونیست‌ها قابل توجه است. امروز، مورخان تایوان و چین رویداد ارتش چهارم جدید را متفاوت می‌بینند. از نظر تایوان، این حادثه مجازات عدم تبعیت کمونیست‌ها بود. از دیدگاه چین، این حادثه خیانت ملی‌گرایانه بود.
در پاییز ۱۹۴۰، ارتش چهارم جدید کمونیست به نیروهای ناسیونالیست تحت فرماندهی هان دقین حمله کرد. با این حال، در کتاب ارتش چهارم جدید بنتون استدلال می‌شود که حمله کمونیست‌ها یک ضد حمله بوده است، پاسخی به حمله اولیه هان دقین، و این حمله اولیه در نتیجه تهاجم و آزار و اذیت نیروهای ناسیونالیست توسط چن ئی بوده است. بدون در نظر گرفتن این مسائل این حادثه خسارات سنگینی برای کمونیست‌ها در پی داشت.
برای مورخان چین این حادثه در دسامبر ۱۹۴۰ آغاز شد، زمانی که چیانگ کای شک دستور داد ارتش هشتم مسیر و ارتش چهارم جدید از آن‌هوئی و جیانگسو در یک ماه در شمال مسیر قدیمی رودخانه زرد خارج شوند. در پاسخ، حزب کمونیست فقط موافقت کرد که نیروهای ارتش چهارم جدید را در جنوب آن‌هوئی (Wannan) به ساحل شمالی رودخانه یانگ‌تسه منتقل کند. در ۴ ژانویه، نیروهای ۹۰۰۰ نفری از شهر یونلینگ در شهرستان جینگ آن‌هوئی به سمت جیانگ سو حرکت کردند و قصد داشتند از رودخانه در سه مسیر عبور کنند.
در تاریخ ۵ ژانویه، نیروهای کمونیست در یک شهر ۸۰ هزار نفری به رهبری شانگ گوان یونشیانگ در شهر ماولین محاصره شدند و روزها بعد حمله کردند. پس از روزها جنگ، به دلیل کثرت نیروهای نظامی ناسیونالیست، خسارات سنگین - از جمله بسیاری از کارگران غیرنظامی که ستادهای سیاسی ارتش را کار می‌کردند - به ارتش چهارم جدید وارد شد. در ۱۳ ژانویه، یئ تینگ که می‌خواست افرادش را نجات دهد، برای مذاکره در مورد شرایط به مقر شانگوان یونشیانگ رفت. به محض ورود، او بازداشت شد. کمیسار سیاسی ارتش چهارم جدید شیانگ یینگ کشته شد و تنها ۲۰۰۰ نفر به سرپرستی هوانگ هووکسینگ و فو کیوتائو توانستند از این گروه فرار کنند.